# Aphrastobracon politus
Aphrastobracon politus är en stekelart som beskrevs av Wang, Chen och He 2003. Aphrastobracon politus ingår i släktet Aphrastobracon och familjen bracksteklar. Inga underarter finns listade i Catalogue of Life.